# Попільнянська районна рада
Попільня́нська райо́нна ра́да — орган місцевого самоврядування Попільнянського району Житомирської області. Розміщується в селищі міського типу Попільня, котре є районним центром.

## Склад ради
Загальний склад ради: 34 депутати.
Виборчий бар'єр на чергових місцевих виборах 2015 року подолали місцеві організації п'яти політичних партій. Найбільше депутатських місць отримало Всеукраїнське об'єднання «Батьківщина» — 16; далі розташувались «Європейська солідарність» — 7, партія «Воля» — 5 депутатів, «Самопоміч» та Радикальна партія Олега Ляшка — по 3 депутатських місця.
За інформацією офіційної сторінки ради, станом на травень 2020 року діють чотири депутатських постійних комісій — з питань агропромислового комплексу, земельних ресурсів, соціального розвитку села, будівництва та підприємництва; з питань законності, регламенту та депутатської етики; з питань регламенту, депутатської етики, законності, правопорядку і прав людини; з гуманітарних питань та соціального захисту населення та з питань бюджету та комунальної власності.

### Голова
17 листопада 2015 року, на першій сесії районної ради VII скликання, головою районної ради обрано депутата від «Батьківщини» Петра Андрійовича Боровського.

## Колишні голови ради
- Котелянець Микола Григорович — 2010—2015 роки[4]